# Елізабеттон (Теннессі)
Елізабеттон (англ. Elizabethton) — місто (англ. city) в США, в окрузі Картер штату Теннессі. Населення — 14 546 осіб (2020).

## Географія
Елізабеттон розташований за координатами 36°20′22″ пн. ш. 82°14′16″ зх. д. / 36.33944° пн. ш. 82.23778° зх. д. (36.339572, -82.237800).  За даними Бюро перепису населення США в 2010 році місто мало площу 25,63 км², з яких 25,22 км² — суходіл та 0,41 км² — водойми.

### Клімат
| Клімат : Елізабеттон    | Клімат : Елізабеттон | Клімат : Елізабеттон | Клімат : Елізабеттон | Клімат : Елізабеттон | Клімат : Елізабеттон | Клімат : Елізабеттон | Клімат : Елізабеттон | Клімат : Елізабеттон | Клімат : Елізабеттон | Клімат : Елізабеттон | Клімат : Елізабеттон | Клімат : Елізабеттон | Клімат : Елізабеттон |
| Показник                | Січ.                 | Лют.                 | Бер.                 | Квіт.                | Трав.                | Черв.                | Лип.                 | Серп.                | Вер.                 | Жовт.                | Лист.                | Груд.                | Рік                  |
| Абсолютний максимум, °C | 26,1                 | 26,7                 | 29,4                 | 31,7                 | 33,3                 | 36,1                 | 38,9                 | 38,3                 | 36,7                 | 32,2                 | 27,2                 | 25,6                 | 38,9                 |
| Середній максимум, °C   | 7,4                  | 9,9                  | 15,0                 | 20,0                 | 24,4                 | 28,3                 | 29,7                 | 29,5                 | 26,2                 | 20,7                 | 14,8                 | 8,9                  | 19,6                 |
| Середня температура, °C | 1,8                  | 3,9                  | 8,2                  | 12,9                 | 17,5                 | 21,9                 | 23,7                 | 23,2                 | 19,5                 | 13,5                 | 8,1                  | 3,2                  | 13,2                 |
| Середній мінімум, °C    | −3,9                 | −2,2                 | 1,3                  | 5,8                  | 10,6                 | 15,6                 | 17,7                 | 16,9                 | 12,8                 | 6,3                  | 1,4                  | −2,4                 | 6,7                  |
| Абсолютний мінімум, °C  | −29,4                | −26,1                | −18,9                | −6,1                 | −1,1                 | 3,3                  | 8,9                  | 6,1                  | 1,1                  | −6,7                 | −15                  | −22,8                | −29,4                |
| Норма опадів, мм        | 89                   | 86                   | 99                   | 82                   | 110                  | 99                   | 107                  | 76                   | 78                   | 58                   | 78                   | 86                   | 1050                 |
| Днів з опадами          | 13,3                 | 11,9                 | 13,0                 | 11,3                 | 12,3                 | 11,9                 | 11,5                 | 10,0                 | 8,8                  | 8,4                  | 10,2                 | 12,0                 | 134,6                |
| Днів зі снігом          | 4,6                  | 3,1                  | 1,5                  | 0,3                  | 0                    | 0                    | 0                    | 0                    | 0                    | 0,1                  | 0,4                  | 2,2                  | 12,2                 |
| Вологість повітря, %    | 59.0                 | 71.5                 | 69.0                 | 67.0                 | 69.5                 | 73.0                 | 75.0                 | 76.5                 | 76.5                 | 74.0                 | 68.5                 | 69.5                 | 74.0                 |
| ----------------------- | -------------------- | -------------------- | -------------------- | -------------------- | -------------------- | -------------------- | -------------------- | -------------------- | -------------------- | -------------------- | -------------------- | -------------------- | -------------------- |
| Джерело: NOAA           |                      |                      |                      |                      |                      |                      |                      |                      |                      |                      |                      |                      |                      |

## Демографія
Згідно з переписом 2010 року, у місті мешкало 14 176 осіб у 5835 домогосподарствах у складі 3670 родин. 
Густота населення становила 553 особи/км².  Було 6373 помешкання (249/км²).
За віковим діапазоном населення розподілялося таким чином: 20,7 % — особи молодші 18 років, 60,0 % — особи у віці 18—64 років, 19,3 % — особи у віці 65 років та старші. Медіана віку мешканця становила 39,9 року. На 100 осіб жіночої статі у місті припадало 87,2 чоловіків;  на 100 жінок у віці від 18 років та старших — 83,3 чоловіків також старших 18 років.
Середній дохід на одне домашнє господарство  становив 45 889 доларів США (медіана — 30 217), а середній дохід на одну сім'ю — 55 185 доларів (медіана — 43 173). Медіана доходів становила 28 505 доларів для чоловіків та 27 051 долар для жінок. За межею бідності перебувало 23,7 % осіб, у тому числі 36,7 % дітей у віці до 18 років та 10,8 % осіб у віці 65 років та старших.
Цивільне працевлаштоване населення становило 5145 осіб. Основні галузі зайнятості: освіта, охорона здоров'я та соціальна допомога — 32,6 %, роздрібна торгівля — 13,1 %, мистецтво, розваги та відпочинок — 10,5 %.

### Расовий складнаселення
| - 94,0 % — білих - 3,1 % — чорних або афроамериканців - 0,6 % — азіатів - 0,1 % — корінних американців |

До двох чи більше рас належало 1,5 %. Частка іспаномовних становила 2,0 % від усіх мешканців.

## Відомі персоналії
Мешканці
- Джейсон Віттен — американський гравець у американський футбол та аналітик програми «Футбольна ніч Понеділка» на каналі ESPN.
- Ендрю Джонсон — американський політичний діяч, сімнадцятий президент Сполучених Штатів Америки з 1865 по 1869.
- Пол Андерсон — американський важкоатлет, олімпійський чемпіон і чемпіон світу, володар світового рекорду з підйому штанги.